# Kanzel (Großwalbur)

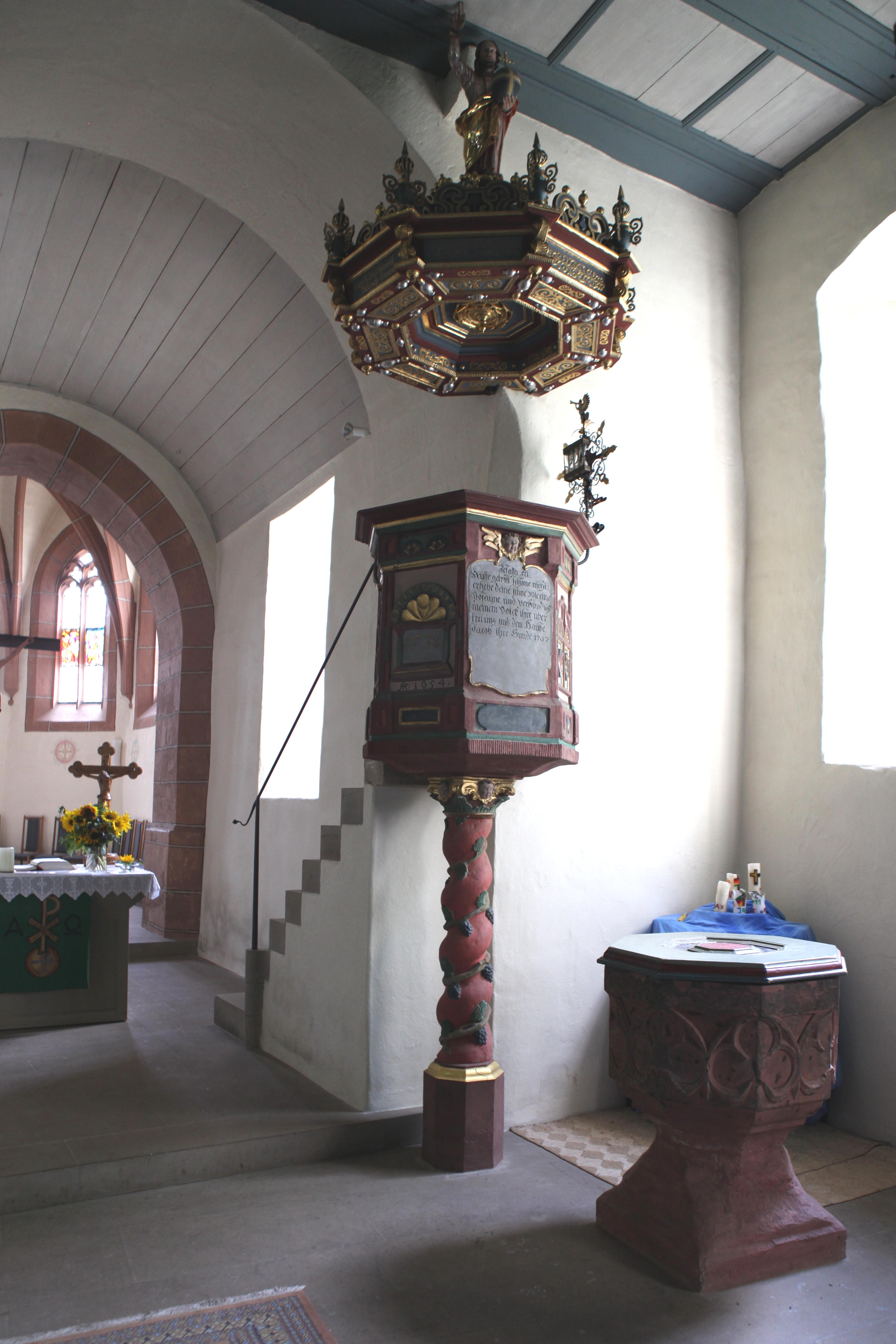
Kanzel und Taufstein aus dem gleichen Material und beide aus dem Jahr 1538

Die Kanzel in der evangelisch-lutherischen Kirche St. Oswald in Großwalbur, einem Gemeindeteil von Meeder im oberfränkischen Landkreis Coburg in Bayern, wurde 1538 geschaffen. Die Kanzel ist als Teil der Kirchenausstattung ein geschütztes Baudenkmal.
Die Kanzel aus Buntsandstein steht im Langhaus am südlichen Pfeiler des Bogens, der zum Chor führt. Sie ruht auf einer gewundenen und mit Weinlaub verzierten Säule.
Die Brüstungsfelder des Kanzelkorbs zeigen das Wappen des Kurfürstentums Sachsen, zu dem die Region damals gehörte, Ornamente und die Inschrift Jes 58,1  mit der Jahreszahl 1707. Auf der Kanzelbrüstung steht eine große Sanduhr, die als Kanzeluhr oder Predigtuhr bezeichnet wird.
Der achteckige Schalldeckel wird von einer Christusfigur im Typus der Majestas Domini bekrönt.

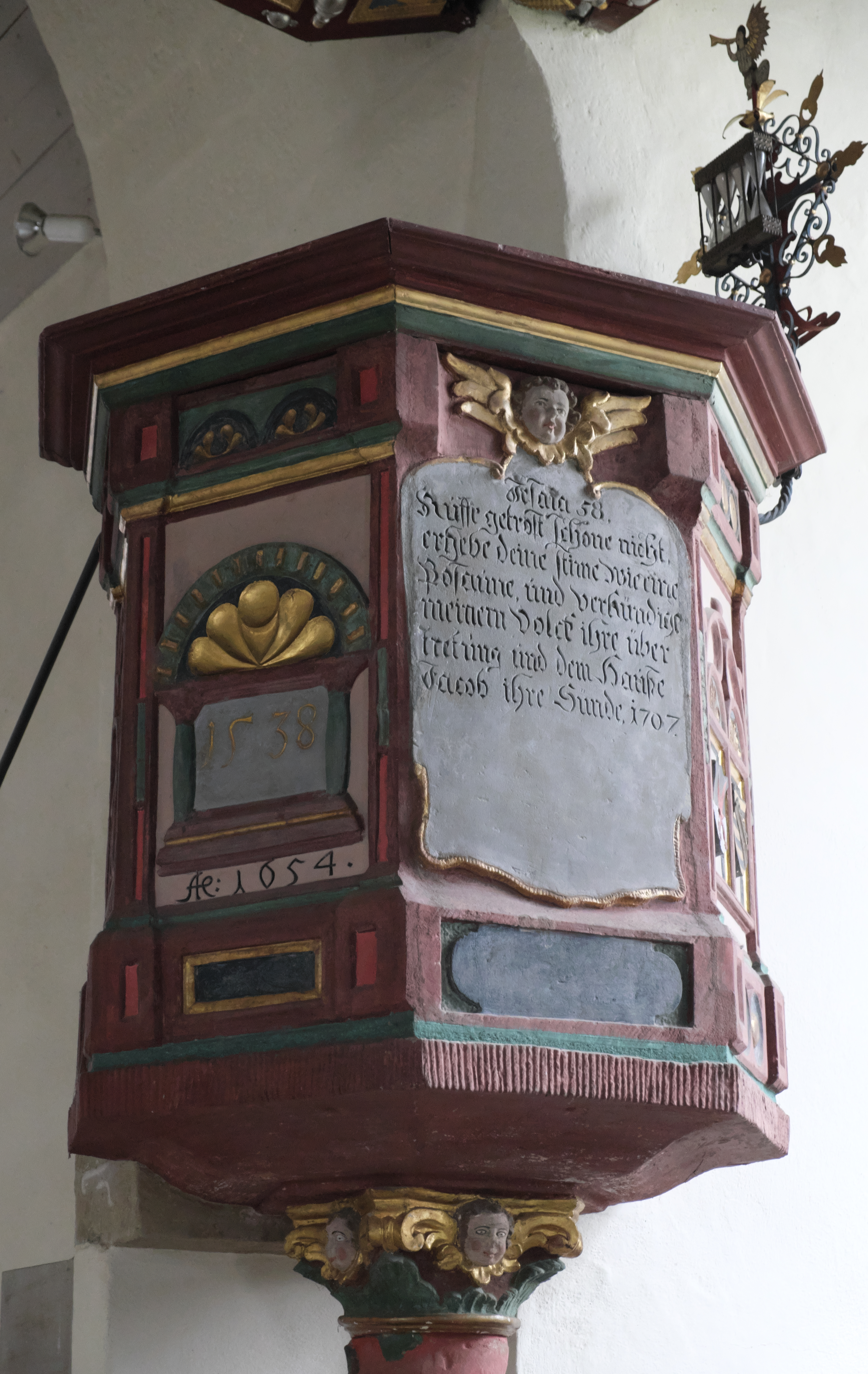
Kanzelkorb mit der Jahreszahl 1538 und Inschrift Jesaja 58:1, rechts oben die Kanzeluhr
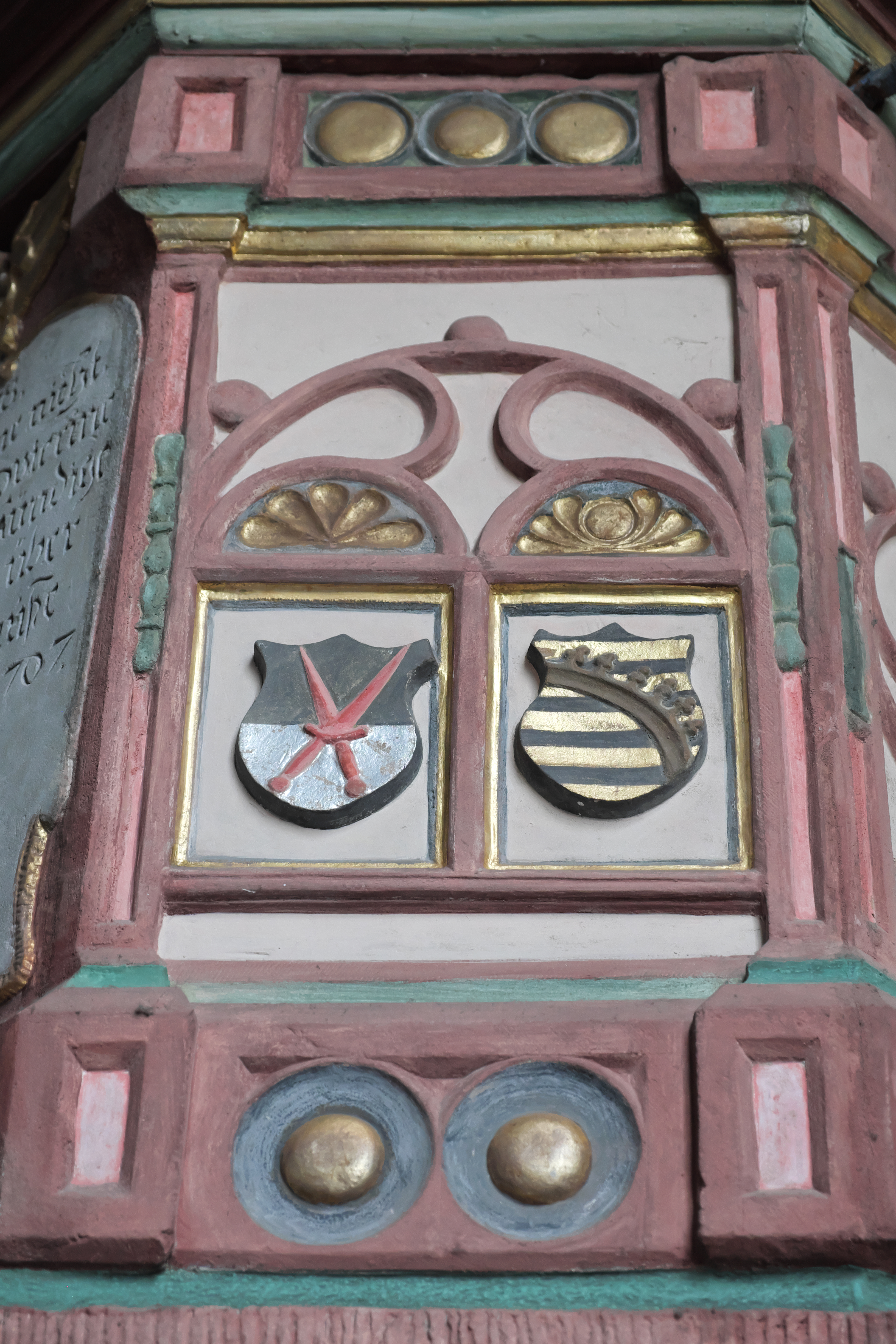
Wappen des Kurfürstentums Sachsen
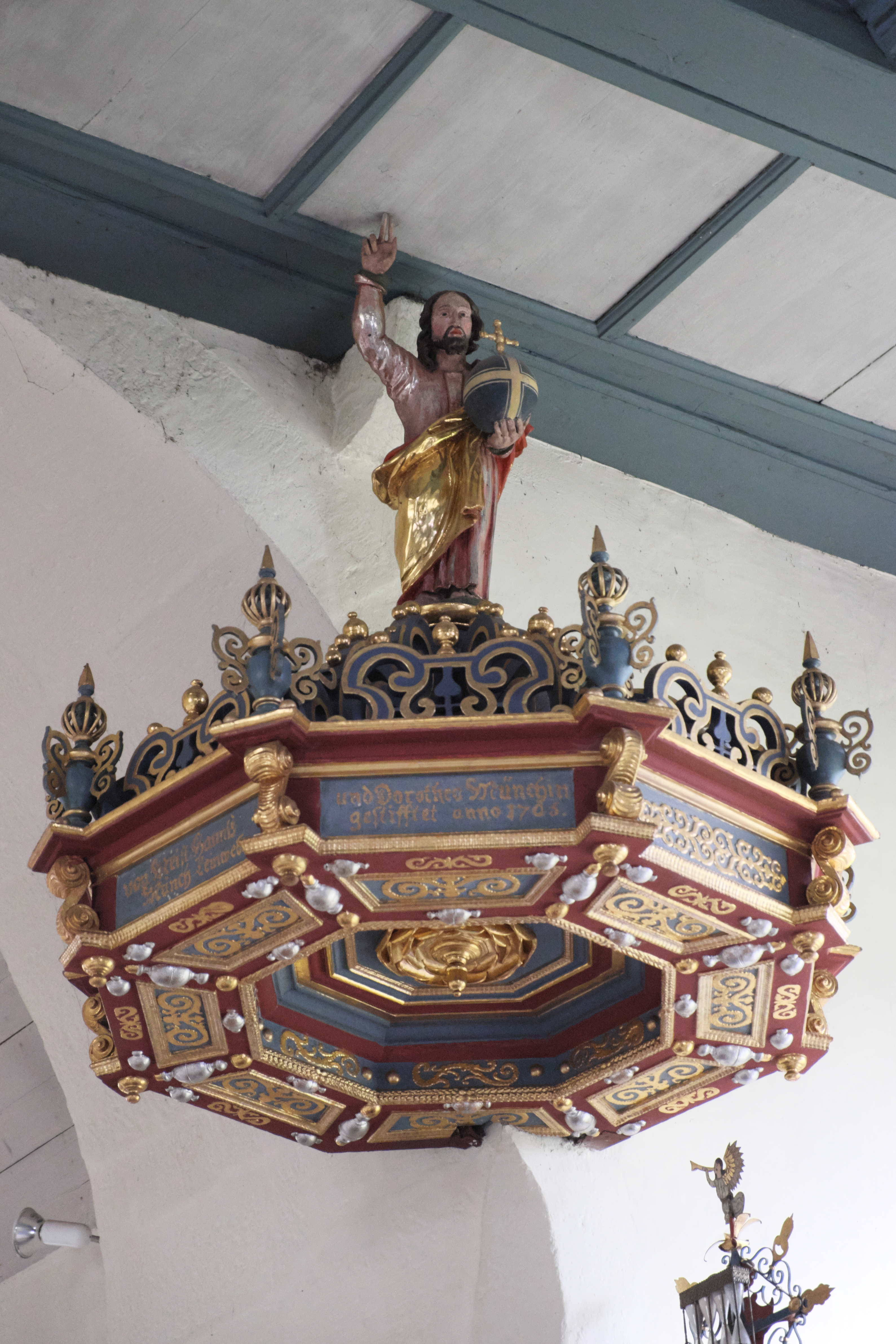
Schalldeckel mit Christus als Weltenherrscher
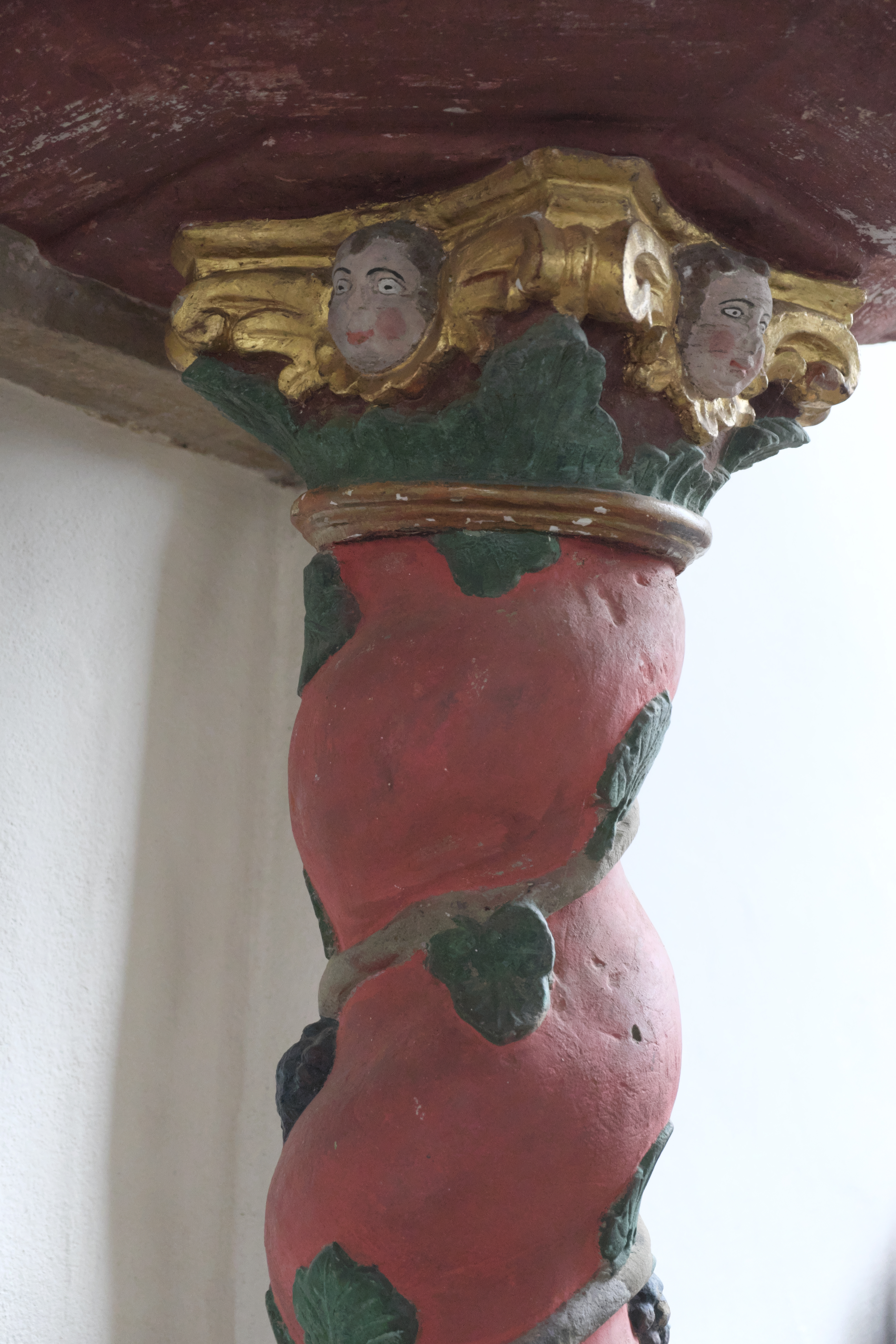
Säule mit Weinlaub